# Canard de Poméranie
Le canard de Poméranie est aujourd'hui la race de canard domestique allemand la plus ancienne. Ce canard fermier de dimension moyenne est caractérisé par une bavette blanche. Il a les mêmes ancêtres que le canard bleu de Suède et le canard de Shetland. Il est classé en danger extrême d'extinction en Allemagne.

## Histoire
Des canards à bavette de différents coloris sont déjà mentionnés en Poméranie, alors en Prusse, à l'aube du XIXe siècle, comme descendants de races naturelles locales anciennes. Il s'agit ensuite de sélectionner une race de dimension moyenne à croissance rapide pour sa chair. Cette race est aujourd'hui inscrite à la liste rouge des races domestiques en voie d'extinction en Allemagne. Elle a été également introduite en Suisse dans les années 1920, où elle est suivie par la fondation Pro Specie Rara.

## Description
Le canard de Poméranie existe en deux coloris, bleu et noir, avec une bavette blanche. Il doit être bien proportionné et de constitution robuste, sans être trop lourde. Son port est légèrement rehaussé, mais son tronc tend à être positionné horizontalement. Son bec de longueur moyenne est verdâtre chez le mâle et noirâtre chez la femelle. Les tarses sont noires, avec une membrane et des doigts plus clairs. Des traces roses sont admises.
Le mâle peut atteindre 3 kg et la cane 2,5 kg. Les bagues ont 18 mm de diamètre pour les deux sexes. Les œufs sont de couleur blanche. La cane pond environ 90 œufs par an de 75 grammes environ.